# Тебю (комуна)
Комуна Тебю (швед. Täby kommun) — адміністративно-територіальна одиниця місцевого самоврядування, що розташована в лені Стокгольм у центральній Швеції.
Тебю 278-а за величиною території комуна Швеції. Адміністративний центр комуни — місто Тебю.

## Населення
Населення становить 65 364 чоловік (станом на січень 2013 року).
| Кількість населення комуни Тебю за 1970-2010 роки | Кількість населення комуни Тебю за 1970-2010 роки | Кількість населення комуни Тебю за 1970-2010 роки | Кількість населення комуни Тебю за 1970-2010 роки | Кількість населення комуни Тебю за 1970-2010 роки |
| ------------------------------------------------- | ------------------------------------------------- | ------------------------------------------------- | ------------------------------------------------- | ------------------------------------------------- |
| Рік                                               |                                                   |                                                   | Населення                                         |                                                   |
| 1970                                              | 1970                                              |                                                   | 38 406                                            | 38 406                                            |
| 1975                                              | 1975                                              |                                                   | 41 307                                            | 41 307                                            |
| 1980                                              | 1980                                              |                                                   | 47 105                                            | 47 105                                            |
| 1985                                              | 1985                                              |                                                   | 54 185                                            | 54 185                                            |
| 1990                                              | 1990                                              |                                                   | 56 714                                            | 56 714                                            |
| 1995                                              | 1995                                              |                                                   | 58 833                                            | 58 833                                            |
| 2000                                              | 2000                                              |                                                   | 60 197                                            | 60 197                                            |
| 2005                                              | 2005                                              |                                                   | 60 594                                            | 60 594                                            |
| 2010                                              | 2010                                              |                                                   | 63 789                                            | 63 789                                            |
| Джерело: SCB                                      |                                                   |                                                   |                                                   |                                                   |

## Населені пункти
Комуні підпорядковано 2 міські поселення (tätort) та низка сільських, більші з яких:
- Тебю (Täby)
- Валлентуна (Vallentuna) (частина)
- Гаґбю (Hagby)

## Галерея

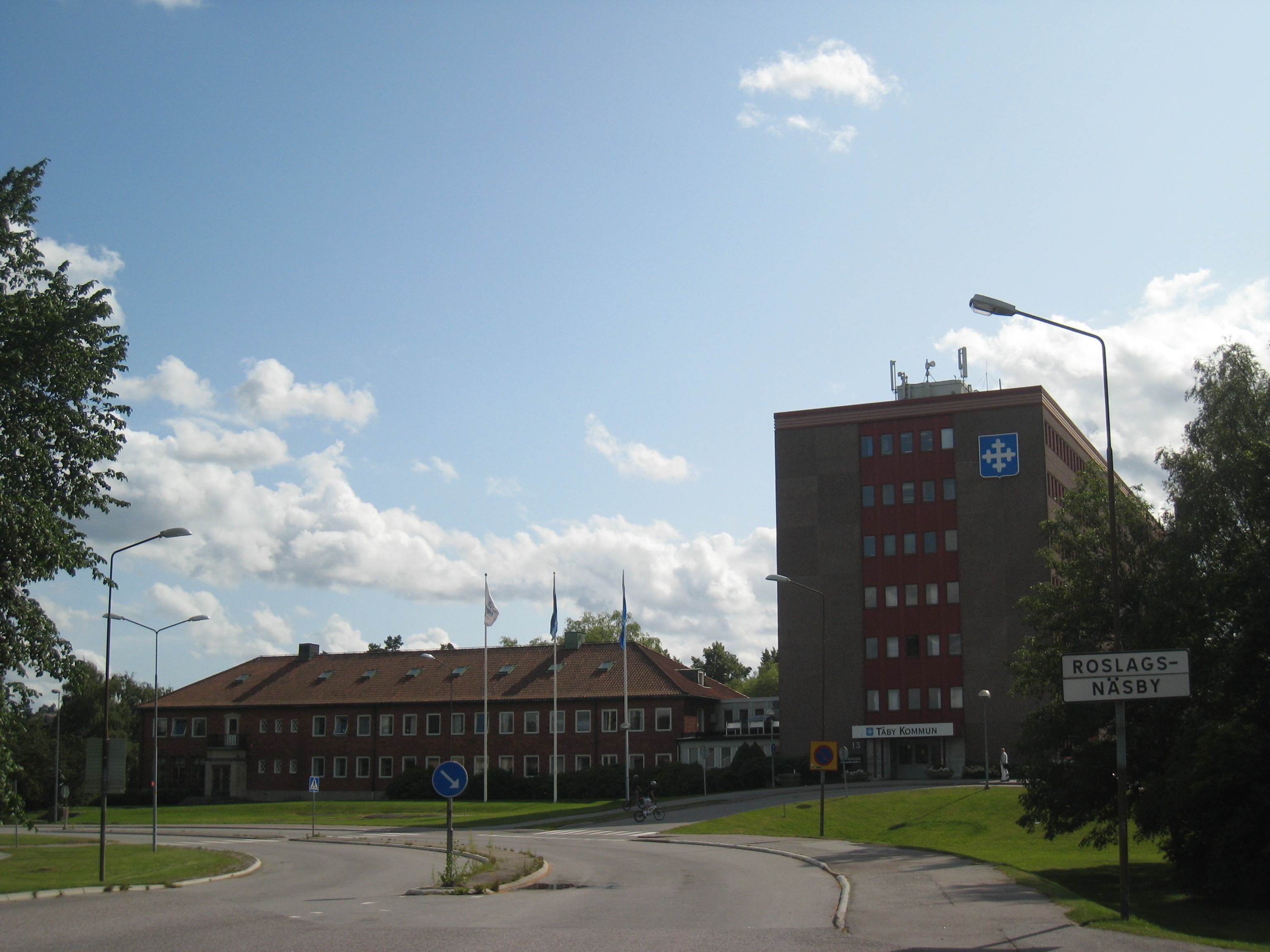
Управа комуни (Тебю)
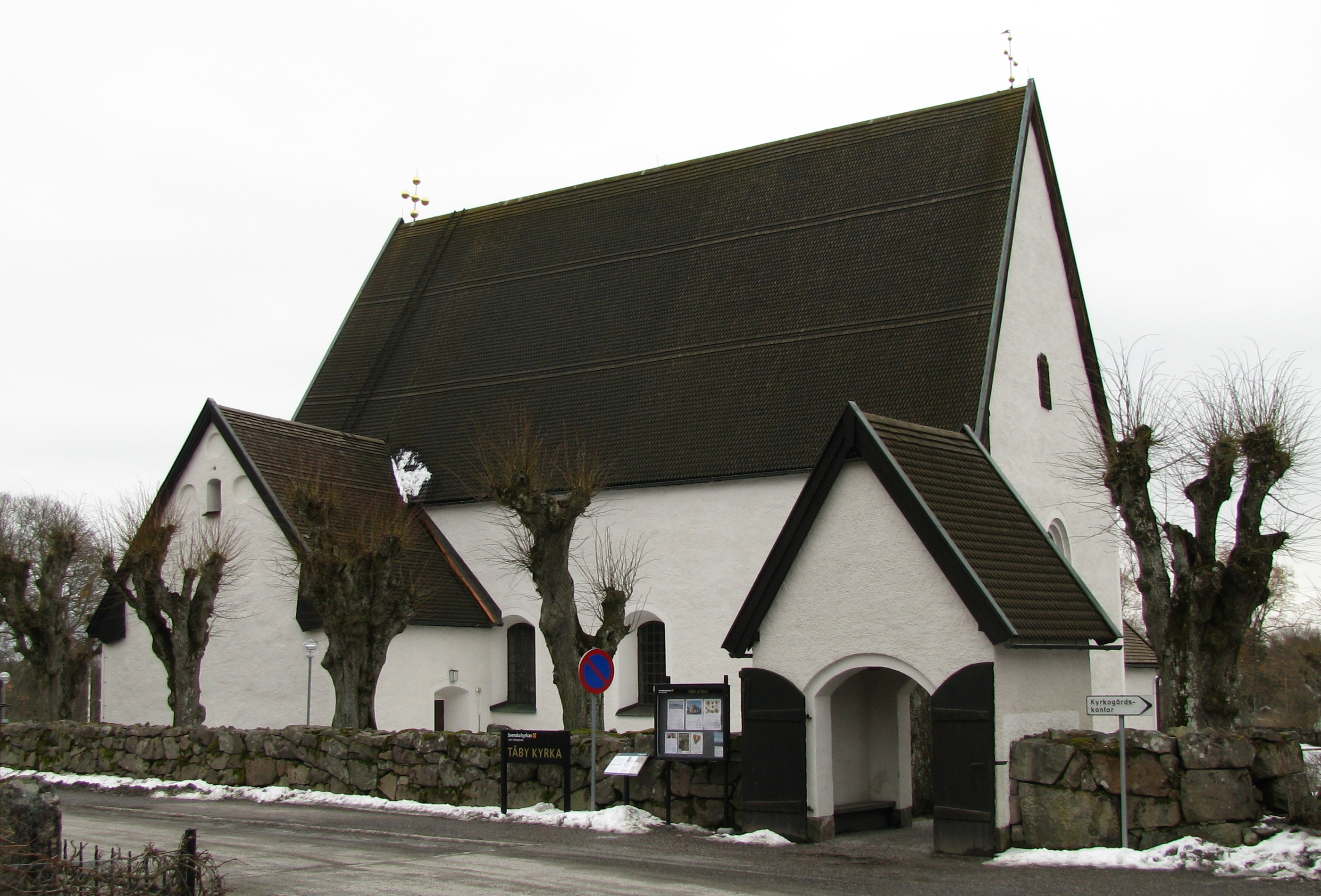
Церква (Тебю)
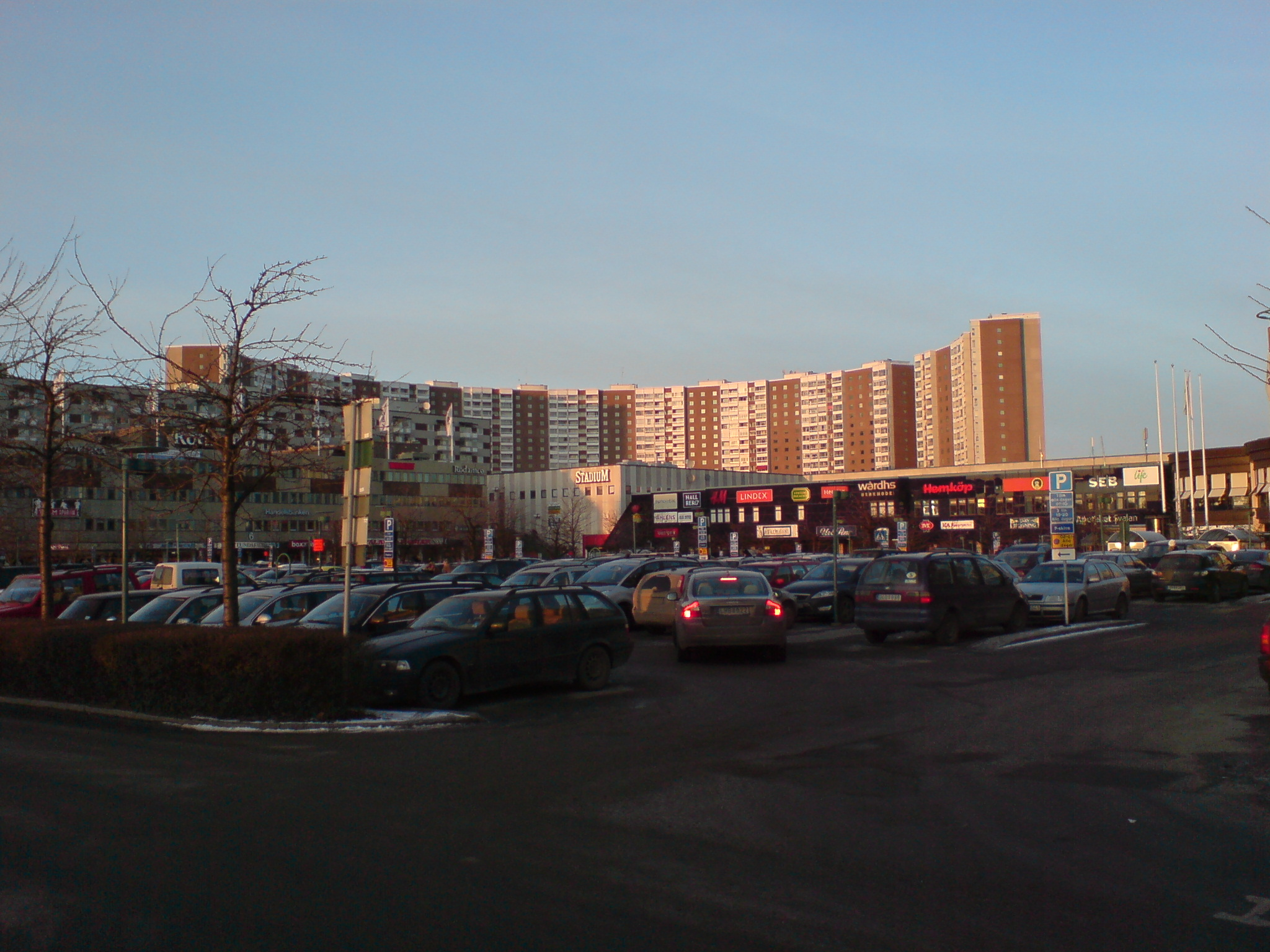
У центрі Тебю

## Виноски
1. ↑  Andersson P. Sveriges kommunindelning 1863-1993 — Mjölby: Draking, 1993. — 132 с. — ISBN 978-91-87784-05-7
2. ↑  https://web.archive.org/web/20190924001808/http://winessfms.taby.se/Namnd.asp?sNamndKod=KS&sPeriodKod=102 — Тебю.
3. ↑  Kommunstyrelsen 2015-2018 — Тебю.
4. ↑  https://sverigesradio.se/artikel/6801903
5. ↑  https://web.archive.org/web/20190924013400/http://winessfms.taby.se/Namnd.asp?sNamndKod=KS&sPeriodKod=79 — Тебю.
6. ↑  https://www.taby.se/kommun-och-politik/politik-och-beslut/kommunstyrelsen/
7. ↑  https://www.finskaakademien.se/ledamoter/stefan-klavus/
8. ↑  https://www.svd.se/a/025d8f07-60ca-3c64-b121-140c0e8b99f7/klavus-avgar-efter-rattfylla
9. ↑  https://sverigesradio.se/artikel/522772
10. ↑  https://www.svt.se/nyheter/inrikes/paret-reinfeldt-separerar
11. ↑  Folkmangd i riket, lan och kommuner (шв.) . Центральне бюро статистики Швеції. Архів оригіналу за 20 серпня 2013. Процитовано 28 лютого 2013.